# キャンドルボックス
キャンドルボックス（Candlebox）は、アメリカ合衆国のロックバンド。
1993年のデビューアルバム『キャンドルボックス』は、アメリカで400万枚以上の売り上げを記録した。
2023年、『The Long Goodbye』を最後のスタジオ・アルバムとして発表している。

## 来歴
キャンドルボックスは、1990年にワシントン州シアトルで結成された。バンド名はミッドナイト・オイルの曲名を由来としている。
彼らのデビューアルバムはアメリカで最高位7位、400万枚以上の売上を記録し、続くセカンドアルバム『ルーシー』もゴールドディスクとなった。また、彼らはアラニス・モリセットやデフトーンズ、プロディジーとも契約したマドンナのマーベリック・レコードからの最初の成功者だった。
1997年にドラマーのスコット・メルカドが脱退すると、元パール・ジャムのデイヴ・クルーセンが加入。クルーセンが脱退すると、アグリー・キッド・ジョーのシャノン・ラーキンが加入した。
2000年に一度解散し、それぞれのバンドなどで活動していたが、2006年に再結成、北米ツアーを行い、ベストアルバムをリリースした。
キャンドルボックスは激しいライブパフォーマンスでも知られ、リヴィング・カラーやフレーミング・リップス、アワ・レディ・ピース、ラッシュ、ヘンリー・ロリンズ、エアロスミス、ゴッドスマック、メタリカなどとツアーをまわった。また、ウッドストック 1994のメインステージや『レイト・ショー・ウィズ・デイヴィッド・レターマン』でも演奏した。

## メンバー

### 最新メンバー
- ケヴィン・マーティン (Kevin Martin) - ボーカル、ギター (1990年–2000年、2006年– )
- アダム・クーリー (Adam Kury) - ベース、バック・ボーカル、アコースティック・ギター (2007年– )
- ブライアン・クィン (Brian Quinn) - ギター、バック・ボーカル (2015年– )
- アイランド・スタイルズ (Island Styles) - ギター、バック・ボーカル (2016年– )
- BJ・カーウィン (BJ Kerwin) - ドラム (2021年– )

### 旧メンバー
- スコット・メルカド (Scott Mercado) - ドラム (1990年–1997年、2006年–2015年、1回限定再結成 2018年、2021年)
- ピーター・クレット (Peter Klett) - ギター、バック・ボーカル (1990年–2000年、2006年–2015年、1回限定再結成 2018年、2021年)
- バーディ・マーティン (Bardi Martin) - ベース、バック・ボーカル (1990年–1999年、2006年–2007年、1回限定再結成 2012年、2018年、2021年)
- デイヴ・クルーセン (Dave Krusen) - ドラム (1997年–1999年、2015年–2016年、セッション 2008年、2012年、2021年)
- ロビー・アレン (Robbie Allen) - ギター (1998年–2000年)
- シャノン・ラーキン (Shannon Larkin) - ドラム (1999年–2000年)
- ロブ・レディック (Rob Redick) - ベース (1999年–2000年)
- ショーン・ヘネシー (Sean Hennesey) - ギター (2006年–2015年、1回限定再結成 2021年)
- マイク・レスリー (Mike Leslie) - ギター (2015年–2016年)
- ロビン・ディアス (Robin Diaz) - ドラム (2016年–2021年)

## ディスコグラフィ

### スタジオ・アルバム
- 『キャンドルボックス』 - Candlebox (1993年、Warner Bros./Maverick) ※全米7位、4xプラチナム
- 『ルーシー』 - Lucy (1995年、Maverick) ※全米11位、ゴールド
- 『ハッピー・ピルズ』 - Happy Pills (1998年、Maverick) ※全米65位
- Into the Sun (2008年、Silent Majority Group) ※全米32位
- Love Stories & Other Musings (2012年、Audionest) ※全米82位
- Disappearing in Airports (2016年、Pavement Music) ※全米112位
- Wolves (2021年、Pavement Music)
- The Long Goodbye (2023年、Pavement Music)

### ライブ・アルバム
- Alive in Seattle (2008年) ※CD+DVD
- Disappearing Live (2017年)
- Live at The Neptune (2023年)

### コンピレーション・アルバム
- The Best of Candlebox (2006年)